# Friona aurangabadensis
Friona aurangabadensis là một loài tò vò trong họ Ichneumonidae.